# Zvezda 2005 Perm
Zvezda 2005 Perm (russisk: "Звезда 2005" Пермь) er en russisk professionel fodboldklub for kvinder.

## Tidligere landsholdsspillere
- Armenia: Kristine Aleksanyan
- Azerbajdsjan: Olga Vasiljeva
- Cameroon: Claudine Meffometou
- Elfenbenskysten: Josée Nahi
- Kazakhstan: Irina Saratovtseva
- Holland: Petra Hogewoning
- Nigeria: Ifeanji Chiejine
- Rusland: Natalia Barbashina, Maria Djatchkova, Olesja Kurochkina, Tatjana Skotnikova, Valentina Savchenkova, Elena Suslova, Ksenia Tsybutovich
- Sydafrika: Busisiwe Indimeni, Lena Mosebo
- Ukraine: Olha Boychenko, Vera Djatel, Hanna Kostraba, Olena Khodyreva, Alla Lyshafay, Ludmila Pekur, Natalia Zinchenko